# Sala celtica
Il termine sala celtica, reparto celtico, dermo-celtico o meno frequentemente sala anticeltica indicava in Italia e talvolta viene ancor usato, quei reparti ospedalieri utilizzati per il ricovero e la cura delle malattie a trasmissione sessuale. La stessa denominazione veniva usata per un locale, che in ogni caserma militare era adibito all'accertamento e prevenzione di infezioni da malattie sessuali dei militari frequentanti le case di tolleranza.

## Etimologia
L'aggettivo celtico deriva da una arcaica denominazione dell'infezione luetica detta morbo Gallico o morbo Celtico, tra i diversi appellativi con cui la sifilide venne chiamata in Italia.

## Istituzione e funzione
Questi locali vennero istituiti all'inizio del XIX secolo inizialmente per la cura e il ricovero di donne aventi malattie veneree, in particolare lue e gonorrea le più diffuse a quel tempo. Il servizio infermieristico di questi reparti era separato dal resto dell'ospedale con incaricate specificatamente alcune infermiere.
Divennero lo strumento utilizzato dalla sanità ufficiale per il controllo pubblico delle malattie veneree ed indirettamente per il controllo della prostituzione che, permessa dallo stato, era ritenuta la principale origine della trasmissione e diffusione di questa malattia.
Le prostitute riscontrate infette erano obbligatoriamente inviate, anche sotto scorta di carabinieri nella sala celtica dell'ospedale preposto (articolo 152 del T.U.LL.SS. abrogato con la legge Merlin n° 75, 20 febbraio 1958,) ed ivi internate, tale attività di controllo e di internamento forzato con tanto di foglio di via venne applicato anche durante la prima guerra mondiale con l'internamento nella sala celtica di Palmanova.
Durante il periodo fascista la sala celtica venne anche usata per esami medico forensi per ricercare tracce di pratica omosessuale passiva in soggetti arrestati e ritenuti socialmente pericolosi.
Il cattivo funzionamento di queste sale fu anche oggetto di alcuni interrogazioni parlamentari, tra cui quella del deputato Pino fatta alla Camera nel 1952 riguardante la sala celtica dell'ospedale Piemonte di Messina e del senatore Valenzi , nel 1957, sull'ospedale di Torre Annunziata.

## Nelle caserme
Fino alla approvazione della legge Merlin, che abolì l'esercizio regolamentato della prostituzione, nelle caserme esisteva una dedicata sala celtica, nella quale passavano quei militari, al loro rientro in caserma, che durante il tempo di libera uscita avevano frequentato i bordelli, noti come case chiuse o di tolleranza. Nella sala erano disponibili servizi igienici per effettuare lavaggi, con permanganato di potassio per disinfettare le parti intime del loro corpo. La presenza di questa sala viene talvolta rievocata tra i ricordi di vita militare del tempo.